# Ivana Batušić
Ivana Batušić r. Gavella (Zagreb, 30. kolovoza 1912. - Zagreb, 18. studenoga 2010.), hrvatska romanistica, doživotna počasna predsjednica Francuske alijanse Zagreb.
Obitelj joj je vezana je uz frankofonu kulturu i kazalište. Baka Eugénie Rondot je francuskoga podrijetla (doselila iz Francuske), koja je u Zagreb došla iz Osijeka i ubrzo kupila kuću u tadašnjoj Kukovićevoj, a današnjoj Hebrangovoj ulici broj 4. Od njene petoro djece, kći Emma Füllep, oxfordska studentica, 1910. udala se za redatelja Branka Gavellu. Dobili su dvoje djece, Ivanu i Mihovila, poslije liječnika, koji je umro 1946. godine. Ivana se udala za Batušića. Svekar Antun Batušić, završio je pravo nakon što je napustio zagrebačku bogosloviju, sudac postao u Zlataru i 1900. se oženio kćeri mjesnoga trgovca Idom Metzger. Djever Ivane Batušić je poznati književnik, teatrolog i povjesničar umjetnosti Slavko Batušić. Sin Ivane Batušić je hrvatski akademik i teatrolog Nikola Batušić, a kći Yvonne Vrhovac profesorica francuskog.
Ivana Batušić je jedna od osnivačica zagrebačkog Društva za kulturnu suradnju s Francuskom 1952. godine. Dužnost pedagoške savjetnice obnašala je dugo godina. Od 1977. je predsjednica sve do 2002. godine. Na njenu je odlučnu inicijativu 1991. godine dotadašnje zagrebačko Društvo Jugoslavija-Francuska postalo punopravni član svjetske mreže Francuskih alijansi. Alijansa je pod vodstvom gđe Batušić doživjela puni procvat. Ustanova je osim učenja francuskog jezika ponudila širok spektar mogućnosti obrazovanja. Nastavnice su dobile prilike za kvalitetna usavršavanja. Bila je apsolutna zagovornica cjeloživotnog učenja. Niz Batušićkinih zasluga je dug. Na dužnosti predsjednice Francuske alijanse Zagreb zahvalila se 2002. godine i predala ju sljedećim naraštajima. U ožujku 2003. proglašena je doživotnom počasnom predsjednicom Francuske alijanse Zagreb.
Bila je pročelnica odjela za romanistiku Filozofskog fakulteta u Zagrebu od 1975. do 1977. godine.

## Priznanja
- Officier de la Légion d’honneur.[3]
- Chevalier de la Légion d’honneur
- Chevalier des Palmes Académiques

## Vanjske poveznice
- WorldCat, VIAF